# Florian Philippot
Florian Philippot (ur. 24 października 1981 w Croix) – francuski polityk, jeden z liderów Frontu Narodowego, poseł do Parlamentu Europejskiego VIII kadencji.

## Życiorys
Jedna z jego babć, z pochodzenia Polka, osiedliła się we Francji w wieku 2 lat. Jego rodzice zostali z zawodu nauczycielami szkoły podstawowej.
Ukończył szkołę średnią Lycée Louis-le-Grand w Paryżu. Studiował w wyższej szkole handlowej HEC Paris oraz w École nationale d'administration, uzyskując uprawnienia urzędnika państwowego. Podczas studiów wspierał aktywnie kampanię prezydencką Jeana-Pierre'a Chevènementa, lidera nurtu suwerenistycznego na francuskiej lewicy. W latach 2004–2009 pracował na rzecz instytutów badania opinii publicznej. Następnie zaangażował się w działalność polityczną w ramach skrajnie prawicowego Frontu Narodowego, do którego wstąpił w 2008. W 2011 został dyrektorem strategicznym kampanii prezydenckiej Marine Le Pen, a w 2012 rzecznikiem zgromadzenia Rassemblement Bleu Marine – koalicji ugrupowań politycznych skupionych wokół FN. Bez powodzenia ubiegał się o mandat poselski, przegrywając w drugiej turze wyborów (otrzymał w swoim okręgu ponad 46% głosów). W tym samym roku objął stanowisko wiceprzewodniczącego Frontu Narodowego.
W 2014 Florian Philippot uzyskał mandat eurodeputowanego VIII kadencji, w którym zasiadał do 2019. W 2015 został także radnym regionu Alzacja-Szampania-Ardeny-Lotaryngia. W 2017 ponownie bezskutecznie kandydował do Zgromadzenia Narodowego. Założył w międzyczasie think tank Les Patriotes. We wrześniu 2017 wystąpił z Frontu Narodowego. W tym samym roku utworzył nową partię polityczną pod nazwą Les Patriotes.
Gdy w 2014 magazyn „Closer” opublikował jego zdjęcia z partnerem, Florian Philippot potwierdził publicznie, że jest homoseksualistą.